# Liste des cours d'eau de l'État de New York

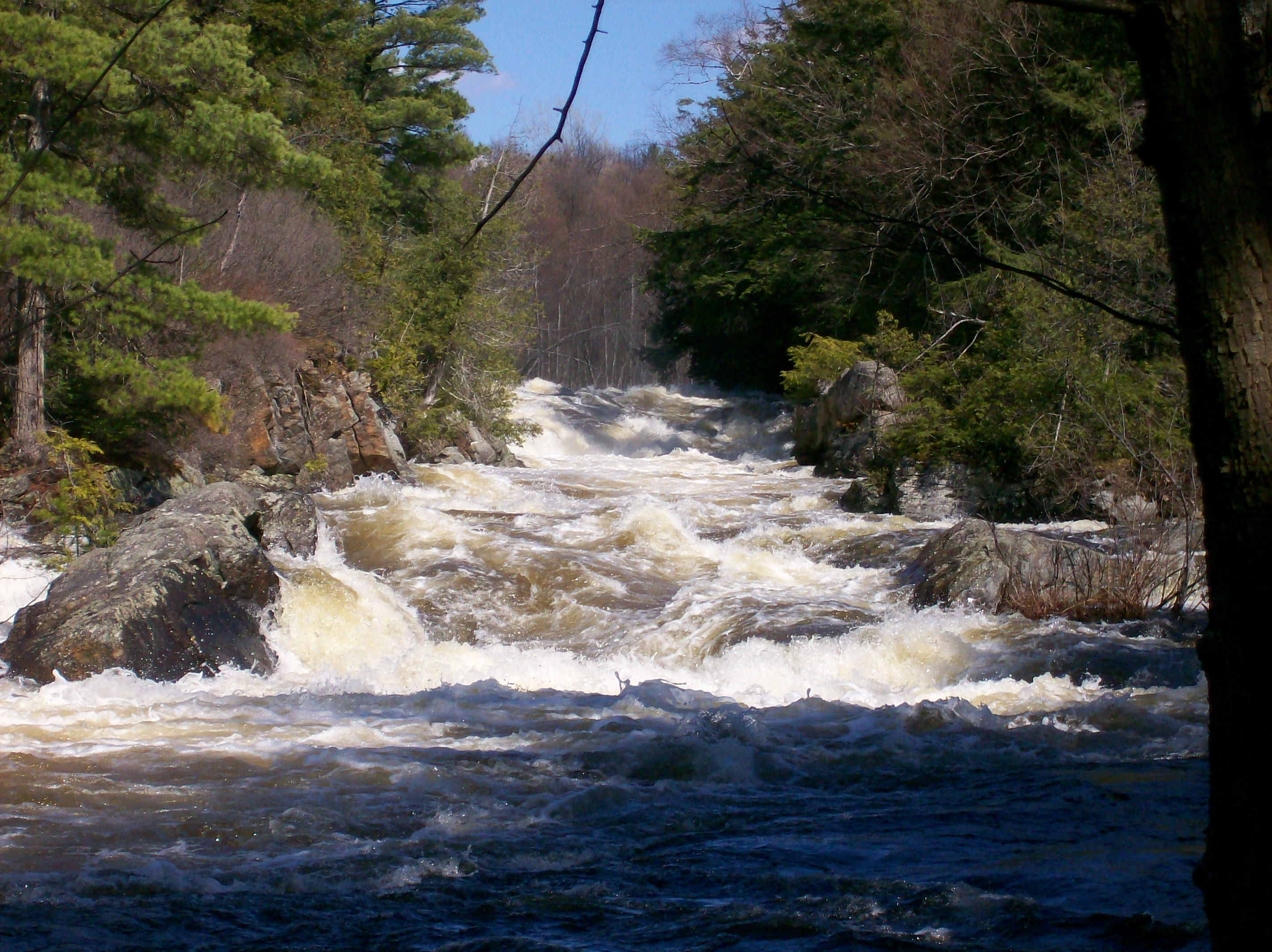
La rivière Raquette, dans Ruisseau Colton, New York.

Cet article constitue une liste des cours d’eau de l’État de New York.

## Par bassin hydrographique
Cette liste est organisée par bassin hydrographique, avec les affluents correspondants disposés en ordre indentée selon la suite des confluences avec leur cours d’eau principal, de la confluence vers la source.

### Long Island Sound (côté Nord)

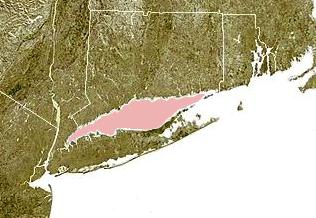
Long Island Sound est surligné en rose entre le Connecticut (au Nord) et Long Island (côté Sud)

- Rivière Housatonic (CT)
  - Rivière Tenmile
    - Rivière Swamp
      - Rivière Mill

    - Ruisseau Webatuck

  - Rivière Green
- Rivière Norwalk (CT)
  - Rivière Silvermine
- Rivière Rippowam
  - Rivière Mill
- Rivière Mianus
- Rivière Byram
  - Rivière Wampus
- Rivière Mamaroneck
  - Rivière Sheldrake
- Rivière Hutchinson

### Long Island
Long Island Sound
- Rivière Nissequogue
- Rivière Wading

Block Island Sound
- Rivière Peconic
  - Rivière Little

Océan Atlantique
- Rivière Aspatuck
- Rivière Speonk
- Rivière Forge
- Rivière Carmans
- Rivière Swan
- Rivière Patchogue
- Rivière Connetquot
- Rivière Carlls
- Ruisseau Massapequa
- Ruisseau Cedar Swamp
- Ruisseau Milburn
- Rivière Mill

### New York Harbor

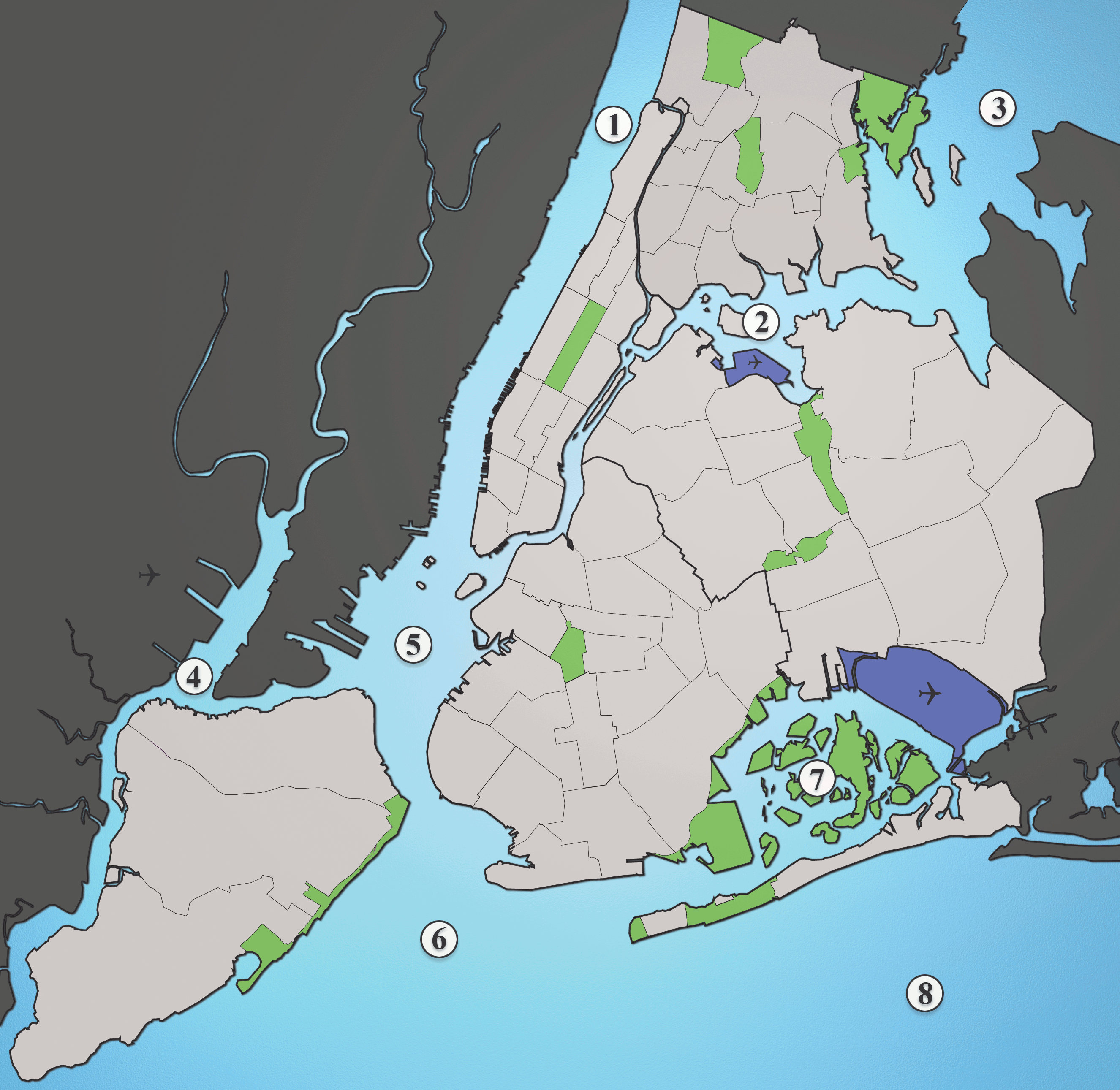
New York City waterways : 1. Hudson, 2. Rivière East (New York Harbor), 3. Ruisseau Long Island Sound, 4. Ruisseau Baie Newark, 5. Baie Upper New York, 6. Ruisseau Baie Lower New York, 7. Ruisseau Baie Jamaica, 8. Ruisseau Océan Atlantique

- Ruisseau Détroit Arthur Kill (détroit alimenté par les marées)
  - Ruisseau Fresh Kills
    - Ruisseau Richmond
- Rivière Passaic (NJ)
  - Rivière Saddle
  - Rivière Pompton (NJ)
    - Rivière Pequannock (NJ)
      - Rivière Wanaque
        - Rivière Ringwood

    - Rivière Ramapo
      - Rivière Mahwah
- Rivière Hackensack
  - Ruisseau Pascack
- Ruisseau Kill Van Kull (détroit affecté par les marées)
- Rivière East (New York Harbor) (rivière affecté par les marées)
  - Ruisseau Newtown
  - Rivière Harlem (détroit affecté par les marées)
  - Ruisseau Bronx Kill (détroit affecté par les marées)
  - Rivière Bronx
  - Rivière Flushing
  - Ruisseau Westchester

#### Bassin versant du fleuve Hudson
- Rivière North (lower Hudson)
  - Hudson
    - Rivière Saw Mill
      - Ruisseau Rum (rivière Saw Mill)

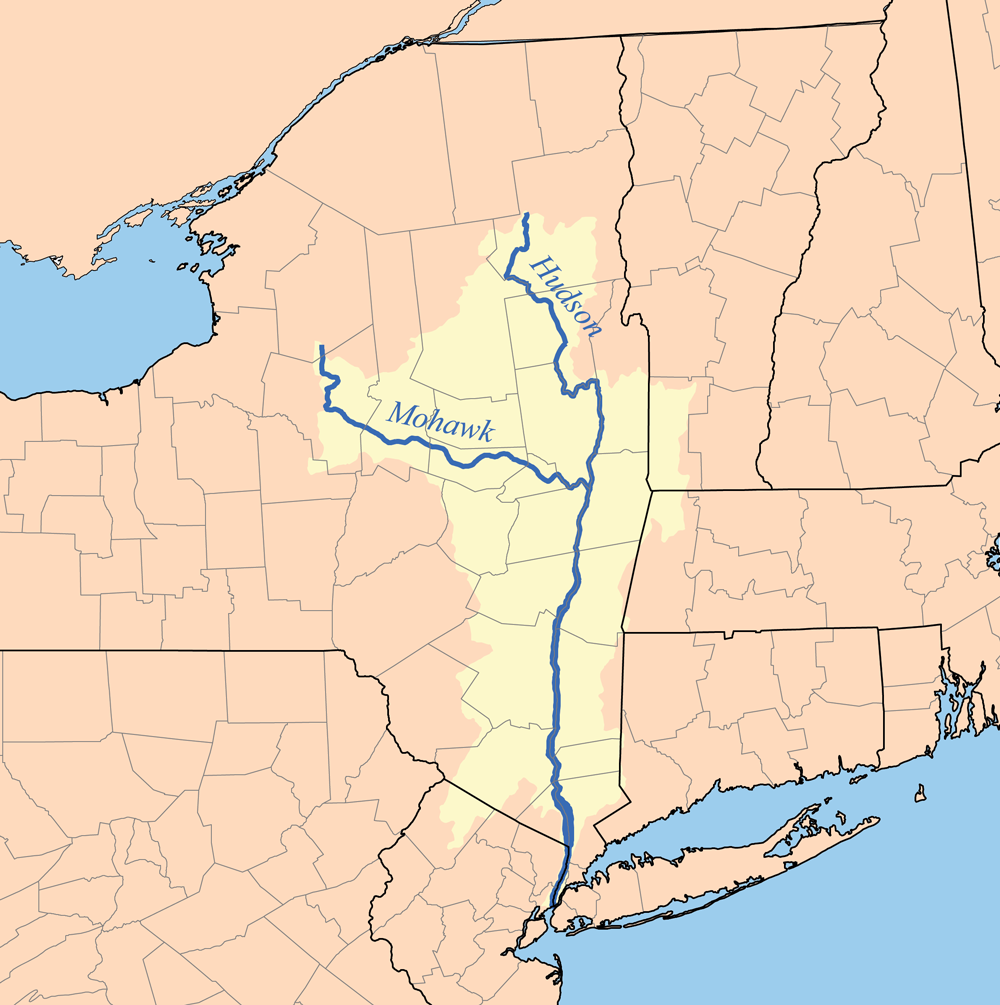
Bassin hydrographique du fleuve Hudson.

      - Ruisseau Mine (rivière Saw Mill)
      - Ruisseau Nanny Hagen
      - Ruisseau Tertia

    - Ruisseau Wickers
    - Ruisseau Sparkill
    - Rivière Pocantico
      - Ruisseau Caney
      - Ruisseau Rockefeller
      - Ruisseau Gory

    - Ruisseau Sing Sing
    - Rivière Croton
      - Rivière Kisco
      - Rivière Muscoot
      - Rivière Cross
        - Rivière Stone Hill
        - Rivière Waccabuc

      - Rivière Titicus
      - Rivière East Branch Croton
      - Rivière West Branch Croton

    - Ruisseau Annsville
      - Ruisseau Peekskill Hollow
      - Ruisseau Sprout
        - Ruisseau Canopus

    - Ruisseau Broccy
    - Ruisseau Popolopen
      - Ruisseau Hemlock

    - Ruisseau Highland
      - Ruisseau Stoney Lonesome

    - Ruisseau Arden
    - Ruisseau Indian
    - Ruisseau Crows Nest
    - Ruisseau Foundry
    - Ruisseau Breakneck
    - Ruisseau Moodna
      - Rivière Silver
      - Ruisseau Woodbury
        - Ruisseau Mineral Spring

      - Ruisseau Cromline
      - Ruisseau Otter Kill
        - Ruisseau Black Meadow

    - Ruisseau Gordons
      - Ruisseau Wades
      - Ruisseau Squirrel Hollow

    - Ruisseau Fishkill
      - Ruisseau Clove
      - Ruisseau Sprout
        - Ruisseau Jackson

      - Ruisseau Whortlekill

    - Ruisseau Quassaick
      - Ruisseau Bushfield
      - Ruisseau Gedneytown

    - Ruisseau Wappinger
      - Ruisseau Little Wappinger

    - Ruisseau Lattintown
    - Ruisseau Casperkill
      - Ruisseau Fonteyn Kill

    - Ruisseau Fall Kill
    - Ruisseau Twaalfskill
    - Ruisseau Maritje Kill
    - Ruisseau Crum ElbowBassin versant de Rondout
    - Ruisseau Bard Rock
    - Ruisseau Indian Kill
    - Ruisseau North Staatsburg
    - Ruisseau Black (fleuve Hudson)
    - Ruisseau Fallsburg
    - Ruisseau Landsman Kill
    - Ruisseau Rondout
      - Rivière Wallkill
        - Ruisseau Shawangunk Kill

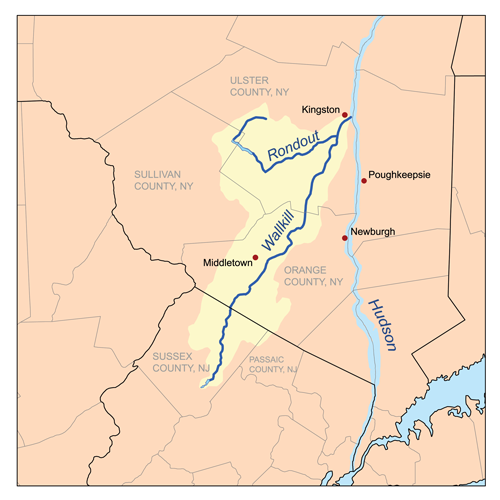
Bassin versant de Rondout

          - Ruisseau Dwaar Kill (Shawangunk Kill)
          - Ruisseau Pakasink
          - Ruisseau Verkeerder Kill
          - Ruisseau Platte Kill (Shawangunk Kill)
          - Ruisseau Little Shawangunk Kill

        - Ruisseau Dwaar Kill (rivière Wallkill)
        - Ruisseau Tin
        - Ruisseau Muddy Kill
        - Ruisseau Mannayunk Kill
        - Ruisseau Monhagen
        - Ruisseau Pochuck
          - Ruisseau Wawayanda

        - Ruisseau Rutgers
          - Ruisseau Catlin
            - Ruisseau Joe

          - Ruisseau Indigot

      - Ruisseau Cottekill
      - Ruisseau Coxing Kill
      - Ruisseau Kripplebush
      - Ruisseau Peters Kill
      - Ruisseau Stony Kill
        - Ruisseau Sanders Kill

      - Ruisseau Rochester
        - Ruisseau Mill (ruisseau Rochester)
        - Ruisseau Vly
        - Ruisseau Mettacahonts

      - Ruisseau Ver Nooy Kill
      - Ruisseau Beer Kill
        - Ruisseau Fantine Kill

      - Ruisseau Brandy
      - Ruisseau Trout (ruisseau Rondout)
      - Ruisseau Chestnut (ruisseau Rondout)
      - Ruisseau Sugarloaf
      - Ruisseau Sundown
      - Ruisseau High Falls
      - Ruisseau Stone Cabin
      - Ruisseau Bear Hole
      - Ruisseau Buttermilk Falls
      - Ruisseau Picket

    - Ruisseau Mudder Kill
    - Saw Kill
    - Ruisseau Stony
    - Ruisseau Esopus
      - Ruisseau Plattekill (ruisseau Esopus)
      - Ruisseau Saw Kill (ruisseau Esopus)
      - Ruisseau Bush Kill (ruisseau Esopus)
        - Ruisseau Maltby Hollow
          - Ruisseau Wittenberg

        - Ruisseau South Hollow
        - Ruisseau Kanape

      - Ruisseau Little Beaver Kill (ruisseau Esopus)
      - Ruisseau Beaver Kill (ruisseau Esopus)
      - Ruisseau Woodland
        - Ruisseau Muddy (ruisseau Woodland)
        - Ruisseau Panther Kill
        - Ruisseau Dougherty Branch

      - Ruisseau Stony Clove
        - Ruisseau Hollow Tree

      - Ruisseau Bushnellsville
        - Ruisseau Angle (ruisseau Bushnellsville)

      - Ruisseau Birch (ruisseau Esopus)
      - Ruisseau Elk Bushkill

    - Ruisseau Sawyer Kill
    - Ruisseau Roeliff Jansen Kill
      - Ruisseau Shekomeko
        - Rivière Bean

      - Ruisseau Bash Bish

    - Ruisseau Catskill
      - Ruisseau Kaaterskill
      - Ruisseau Potic
        - Ruisseau Cob

      - Ruisseau Jan De Bakkers Kill
      - Ruisseau Basic
        - Ruisseau Wolf Fly

      - Ruisseau Bowery
      - Ruisseau Tenmile
        - Ruisseau Eightmile

      - Ruisseau Fox
      - Lac Creek

    - Ruisseau Stockport
      - Ruisseau Claverack
        - Ruisseau Taghkanic

      - Ruisseau Kinderhook
        - Ruisseau Valatie Kill
        - Ruisseau Kline Kill
        - Ruisseau Stony Kill
        - Rivière Black

    - Ruisseau Coxsackie
    - Ruisseau Mill
    - Ruisseau Hannacrois
    - Ruisseau Coeymans
      - Ruisseau Mosher
      - Ruisseau Onesquethaw

    - Ruisseau Schodack
      - Ruisseau Muitzes Kill

    - Ruisseau Vloman Kill
      - Ruisseau Dowers Kill
      - Ruisseau Phillipin Kill

    - Ruisseau Moordener Kill
    - Ruisseau Normans Kill
      - Ruisseau Bozen Kill

    - Ruisseau Wynants Kill
    - Ruisseau Poesten Kill
      - Ruisseau Quacken Kill

    - Rivière Mohawk
      - Ruisseau Alplaus Kill
      - Plotter Kill
      - Ruisseau North Chuctanunda
      - Ruisseau South Chuctanunda
      - Ruisseau Schoharie
        - Ruisseau Cobleskill
          - Ruisseau West

        - Ruisseau Fox
          - Ruisseau Switz Kill

        - Ruisseau Batavia Kill
        - Ruisseau Little West Kill
        - Ruisseau West Kill
          - Ruisseau Hunter

        - Ruisseau East Kill

      - Ruisseau Cayadutta
      - Ruisseau Canajoharie
      - Ruisseau Caroga
      - Ruisseau East Canada
        - Ruisseau Spruce
        - Ruisseau Sprite

      - Ruisseau Nowadaga
      - Ruisseau West Canada
        - Ruisseau Cold
        - Ruisseau Cincinnati
        - Ruisseau Black
        - Ruisseau South Branch West Canada
        - Rivière Indian

      - Ruisseau Fulmer
      - Ruisseau Steele
      - Ruisseau Moyer
      - Ruisseau Sauquoit
      - Ruisseau Oriskany
      - Ruisseau Ninemile
      - Ruisseau Lansing Kill

    - Rivière Hoosic
      - Ruisseau Tomhannock
      - Ruisseau Owl Kill
      - Rivière Walloomsac
      - Rivière Little Hoosic

    - Ruisseau Fish
      - Ruisseau Kayaderosseras
        - Ruisseau Glowegee

    - Ruisseau Batten Kill
    - Ruisseau Slocum
    - Ruisseau Moses Kill
      - Ruisseau Dead

    - Ruisseau Snook Kill
    - Canal Champlain
    - Ruisseau Sturdevant
    - Rivière Sacandaga
      - Ruisseau Paul
      - Ruisseau Kennyetto
      - Ruisseau East Stony
      - Ruisseau West Stony
      - Rivière West Branch Sacandaga
        - Rivière Hamilton Lake
        - Décharge Piseco
          - Ruisseau Fall

      - Rivière East Branch Sacandaga
      - Rivière Kunjamuk

    - Rivière Schroon
      - Ruisseau Trout
        - Rivière Minerva

      - The Branch

    - Ruisseau Patterson
    - Ruisseau North
    - Rivière Boreas
    - Rivière Indian
      - Rivière Jessup
      - Rivière Miami

    - Rivière Cedar
      - Rivière Rock

    - Rivière Goodnow
    - Rivière Newcomb
    - Rivière Opalescent

### Bassin versant de la rivière Delaware
- Rivière Delaware
  - Rivière Neversink
    - Ruisseau Basher Kill
    - Rivière Sheldrake
    - Rivière East Branch Neversink
      - Ruisseau Erts
      - Ruisseau Riley
      - Ruisseau Tray Mill

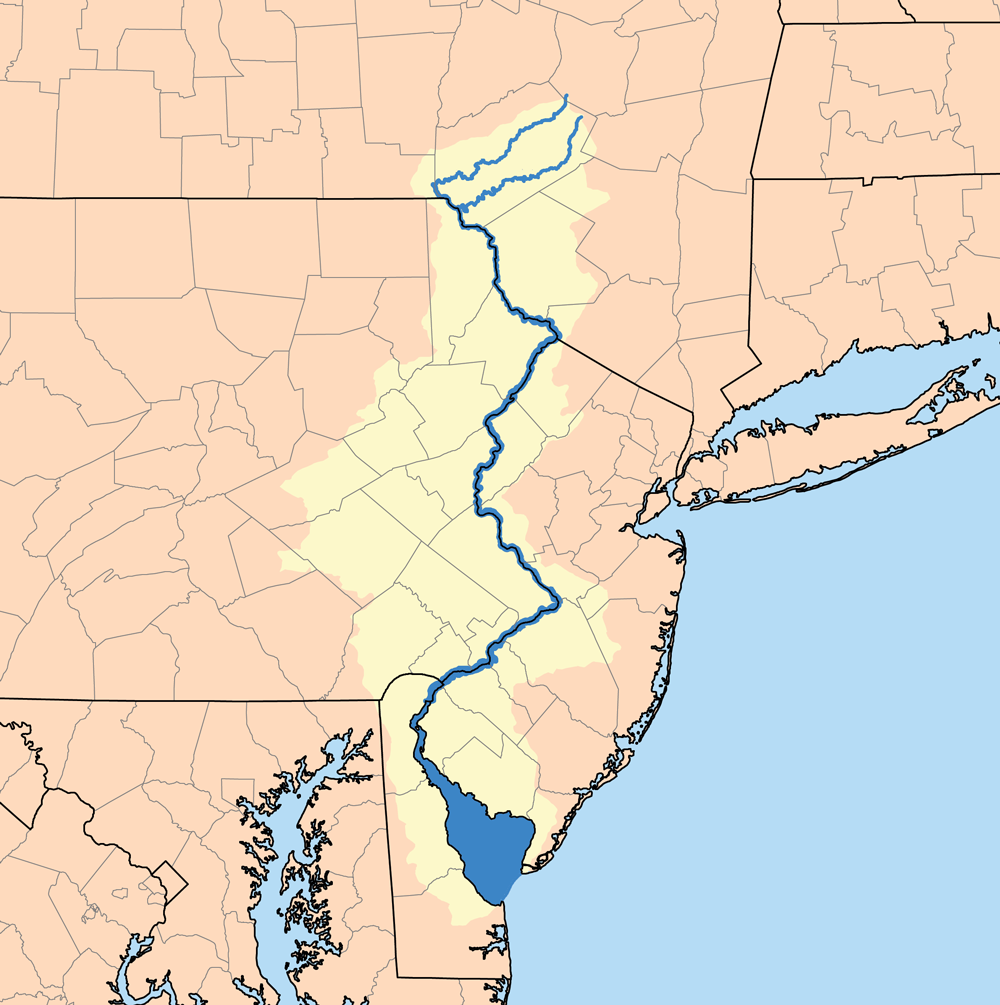
Bassin versant de la rivière Delaware

      - Ruisseau Flat (rivière East Branch Neversink)
      - Ruisseau Deer Shanty
      - Ruisseau Donovan

    - Rivière West Branch Neversink
      - Ruisseau Fall (rivière West Branch Neversink)
      - Ruisseau Flat (rivière West Branch Neversink)

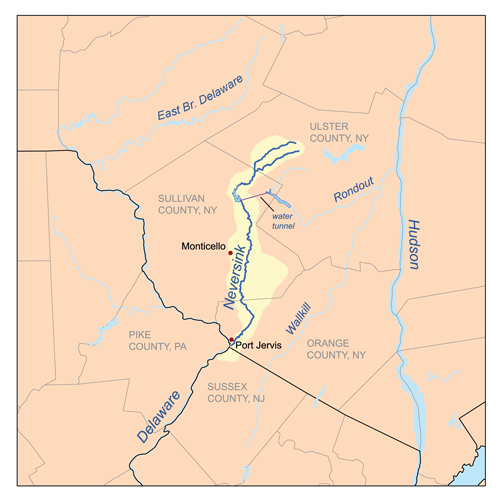
Bassin versant de la rivière Neversink

      - Ruisseau High Falls
      - Ruisseau Biscuit
        - Ruisseau Pigeon

  - Rivière Mongaup
    - Ruisseau Black (rivière Mongaup)
    - Rivière West Branch Mongaup
    - Rivière Middle Mongaup
    - Rivière East MongaupBassin versant de la rivière Neversink

  - Rivière Tenmile
  - Ruisseau Callicoon
    - Ruisseau East Branch Callicoon
    - Ruisseau North Branch Callicoon

  - Rivière East Branch Delaware
    - Ruisseau Beaver Kill
      - Ruisseau Willowemoc
        - Ruisseau Little Beaver Kill
        - Ruisseau Fir

      - Ruisseau Jersey
      - Ruisseau Voorhees
      - Ruisseau Shin
      - Ruisseau Mary Smith
      - Ruisseau Upper Beech Hill
      - Ruisseau Alder (Beaver Kill)
      - Ruisseau Scudder
      - Ruisseau Black (Beaver Kill)
      - Ruisseau Gulf of Mexico

    - Ruisseau Tremper Kill
    - Ruisseau Platte Kill

  - Rivière West Branch Delaware
    - Rivière Little Delaware

### Bassin versant de la rivière Susquehanna
- Rivière Susquehanna
  - Rivière Chemung
    - Ruisseau Baldwin
    - Ruisseau Bentley
    - Ruisseau Seeley
      - Ruisseau South
      - Ruisseau Mudlick

    - Ruisseau Newtown
    - Ruisseau Post
    - Rivière Cohocton
      - Ruisseau Meads
      - Ruisseau Mud
      - Ruisseau Campbell
      - Ruisseau Fivemile
      - Ruisseau Goff

    - Rivière Tioga
      - Rivière Canisteo
        - Ruisseau Tuscarora

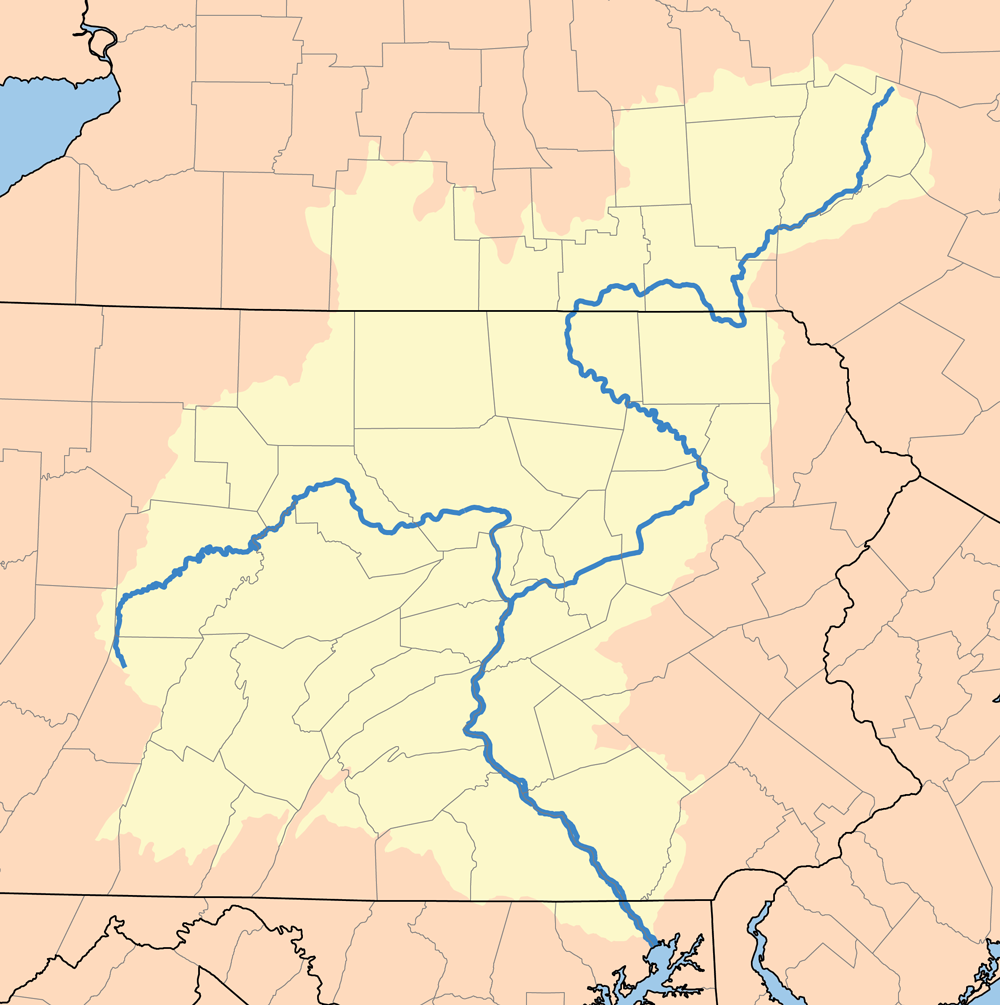
Bassin versant de la rivière Susquehanna

          - Ruisseau North Branch Tuscarora

        - Ruisseau Colonel Bills
        - Ruisseau Bennetts
          - Ruisseau Purdy

        - Ruisseau Crosby
        - Ruisseau Canacadea

      - Rivière Cowanesque
        - Ruisseau Troups
        - Rivière North Fork Cowanesque

  - Ruisseau Cayuta
  - Ruisseau Wappasening
  - Ruisseau Pipe
  - Ruisseau Owego
    - Ruisseau Catatonk
      - Ruisseau Willseyville

    - Ruisseau East Branch Owego
    - Ruisseau West Branch Owego

  - Ruisseau Apalachin
  - Ruisseau Nanticoke
  - Ruisseau Choconut
  - Rivière Chenango
    - Ruisseau Page
    - Rivière Tioughnioga
      - Rivière Otselic
        - Ruisseau Merrill
        - Ruisseau Mud

      - Ruisseau Dudley
      - Ruisseau Hunts
      - Ruisseau Labrador
      - Rivière East Branch Tioughnioga
      - Rivière West Branch Tioughnioga

    - Ruisseau Genegantslet
    - Ruisseau Bowman
    - Ruisseau Mill
    - Ruisseau Canasawacta
    - Rivière Sangerfield

  - Ruisseau Little Snake
  - Ruisseau Snake
  - Ruisseau Wylie
  - Rivière Unadilla
    - Ruisseau Butternut
    - Ruisseau Wharton
    - Ruisseau Beaver

  - Ruisseau Ouleout
    - Ruisseau Treadwell

  - Ruisseau Otego
  - Ruisseau Charlotte
  - Ruisseau Schenevus
  - Ruisseau Cherry Valley
  - Ruisseau Oaks

### Bassin hydrographique du Fleuve Saint-Laurent

#### Lac Champlain

Bassin versant du Lac Champlain

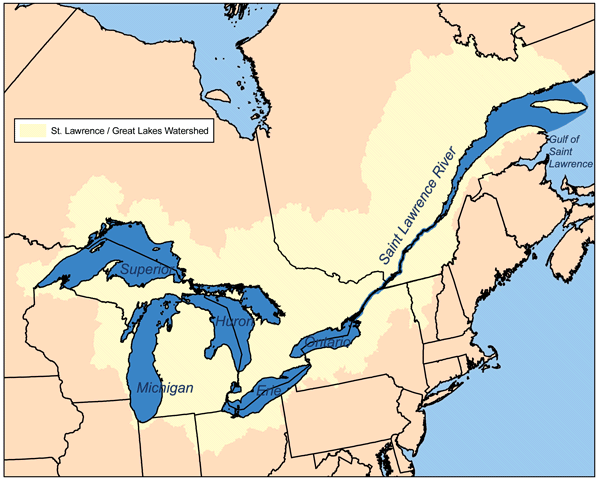
Bassin hydrographique du Fleuve Saint-Laurent et des Grands Lacs

- Rivière Great Chazy
  - Ruisseau Beaver
  - Rivière North Branch Great Chazy
- Rivière Little Chazy
- Rivière Saranac
  - Rivière North Branch Saranac
- Rivière Salmon
- Rivière Little Ausable
- Rivière Ausable
  - Rivière East Branch Ausable
  - Rivière West Branch Ausable
    - Ruisseau Black
    - Rivière Chubb
- Rivière Boquet
  - Rivière North Branch Boquet
  - Rivière Black
- Rivière La Chute
  - Ruisseau Northwest Bay
- Baie East
  - Rivière Poultney
- Rivière Mettawee
  - Ruisseau Wood (Canal Champlain)
    - Creek Halfway
    - Creek Big

  - Rivière Indian

#### Fleuve Saint-Laurent
- Fleuve Saint-Laurent
  - Rivière English
  - Rivière Châteauguay
    - Rivière Marble

  - Rivière Trout
    - Rivière Little Trout

  - Rivière Salmon
    - Rivière Pike
    - Rivière Little Salmon
      - Ruisseau Farrington

  - Rivière St. Regis
    - Rivière Deer
      - Ruisseau Trout (rivière Deer)
      - Rivière West Branch Deer

    - Rivière West Branch St. Regis
      - Ruisseau Trout (rivière Saint-Régis)
      - Ruisseau Stony
      - Décharge du Long Pond
      - Ruisseau Windfall

    - Décharge du Lac Ozonia
    - Rivière East Branch St. Regis
      - Rivière Osgood

    - Rivière OnionBassin versant de la rivière Raquette

  - Rivière Raquette
    - Ruisseau Plum

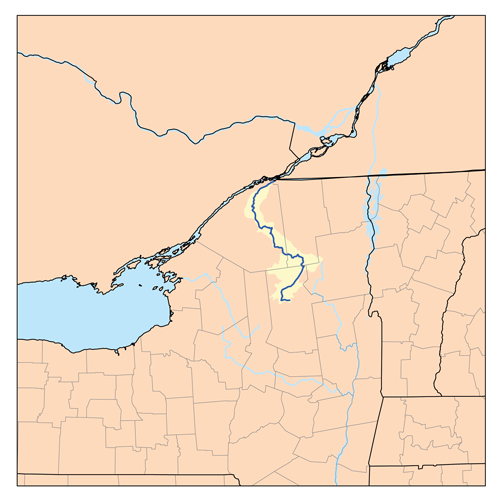
Bassin versant de la rivière Raquette

    - Ruisseau Trout (rivière Raquette)
    - Rivière Jordan
    - Rivière Bog
      - Rivière Round Lake

    - Ruisseau Ampersand
    - Ruisseau Moose
    - Rivière Cold
    - Ruisseau Big
    - Rivière Salmon
    - Rivière Marion
    - South Inlet

  - Rivière Grass
    - Rivière Little
    - Ruisseau Harrison
      - Ruisseau Tanner (rivière Grass)

    - Rivière North Branch Grass
    - Rivière Middle Branch Grass
    - Rivière South Branch Grass

  - Ruisseau Brandy
  - Ruisseau Sucker
  - Rivière Oswegatchie
    - Rivière Indian
      - Ruisseau Black
      - Ruisseau Otter
      - Ruisseau West
      - Ruisseau Bonaparte

    - Ruisseau Indian
    - Rivière West Branch Oswegatchie
      - Ruisseau Big
      - Rivière Middle Branch Oswegatchie
        - Ruisseau Palmer

    - Rivière Little
    - Rivière Robinson

  - Ruisseau Chippewa
  - Ruisseau Crooked
  - Ruisseau Cranberry
  - Ruisseau Mullet
  - Ruisseau French

#### Lac Ontario
- Rivière Chaumont
- Rivière Perch
- Rivière Black
  - Rivière Deer
    - Rivière West Branch Deer

  - Rivière Beaver
    - Ruisseau Black

  - Ruisseau Crystal
  - Rivière Independence
  - Ruisseau Roaring
  - Ruisseau Otter
  - Rivière Moose
    - Ruisseau Pine
    - Rivière Middle Branch Moose
      - Rivière North Branch Moose

    - Rivière South Branch Moose
      - Rivière Red
      - Rivière Indian
        - Ruisseau Cobblestone

      - Rivière Otter

  - Rivière Sugar
    - Ruisseau Moose
    - Rivière White

  - Ruisseau Woodhull
    - Ruisseau Little Woodhull

  - Ruisseau Little Black
- Ruisseau Mill
- Ruisseau Stony

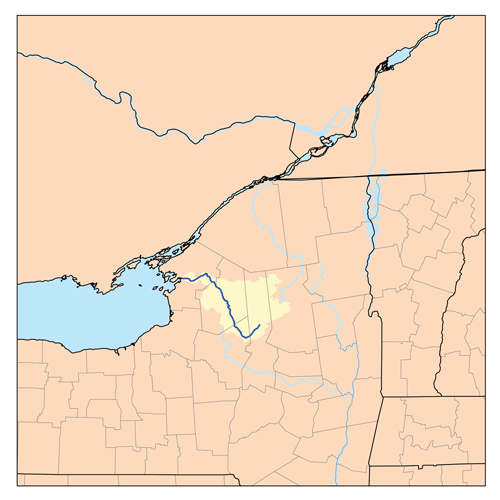
Bassin versant de la rivière Black

- Ruisseau Sandy (comté Jefferson, New York)
  - Ruisseau South Sandy
    - Ruisseau Abijah
    - Ruisseau Grunley

  - Ruisseau North Branch Sandy
  - Rivière Gulf
- Ruisseau Little Sandy
- Rivière Salmon
  - Rivière North Branch Salmon
    - Rivière Mad

  - Rivière East Branch Salmon
- Rivière Little Salmon
  - Rivière North Branch Little Salmon
  - Rivière South Branch Little Salmon

- Rivière Oswego
  - Rivière Oneida
    - Ruisseau Caughdenoy
    - Lac Oneida:
      - Ruisseau Scriba
      - Ruisseau Chittenango
        - Ruisseau Limestone
        - Ruisseau Butternut

      - Ruisseau Oneida
      - Ruisseau Fish
        - Ruisseau Wood
        - Ruisseau East Branch Fish
          - Ruisseau Point Rock

        - Ruisseau West Branch Fish

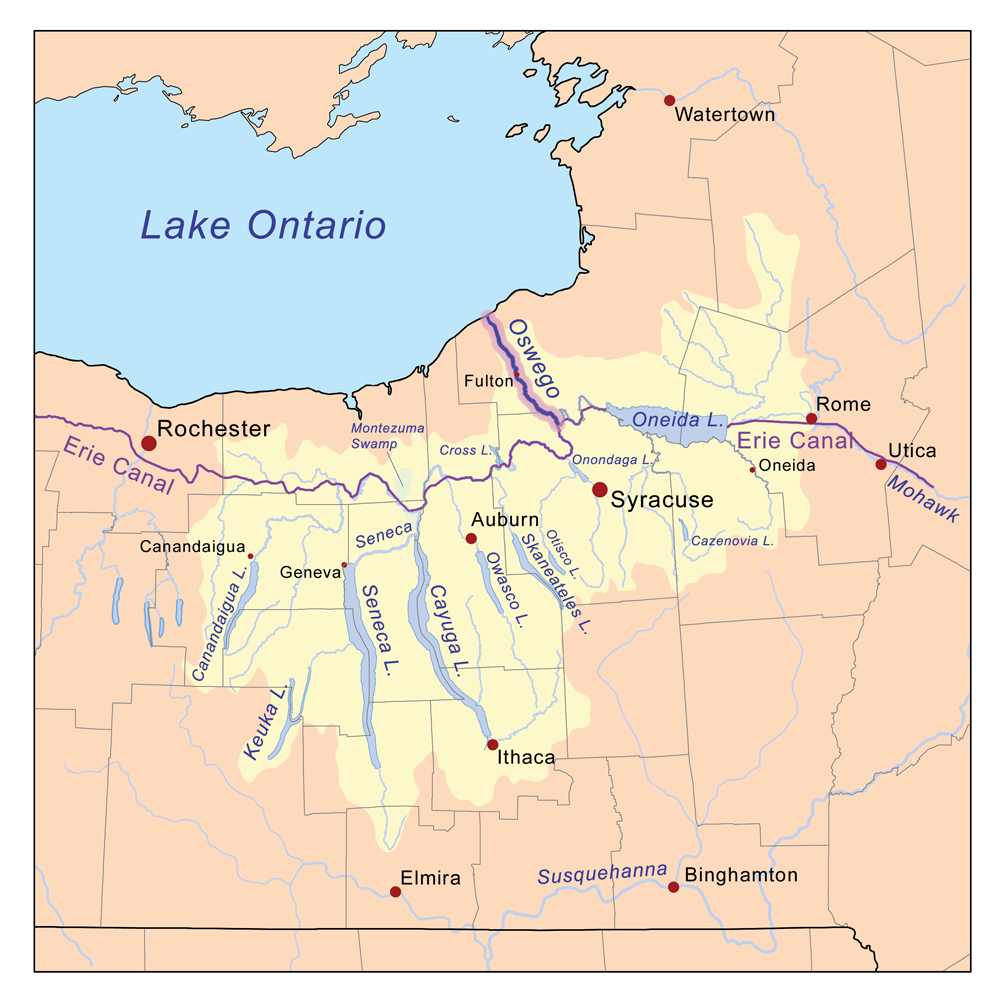
Bassin versant de la rivière Oswego

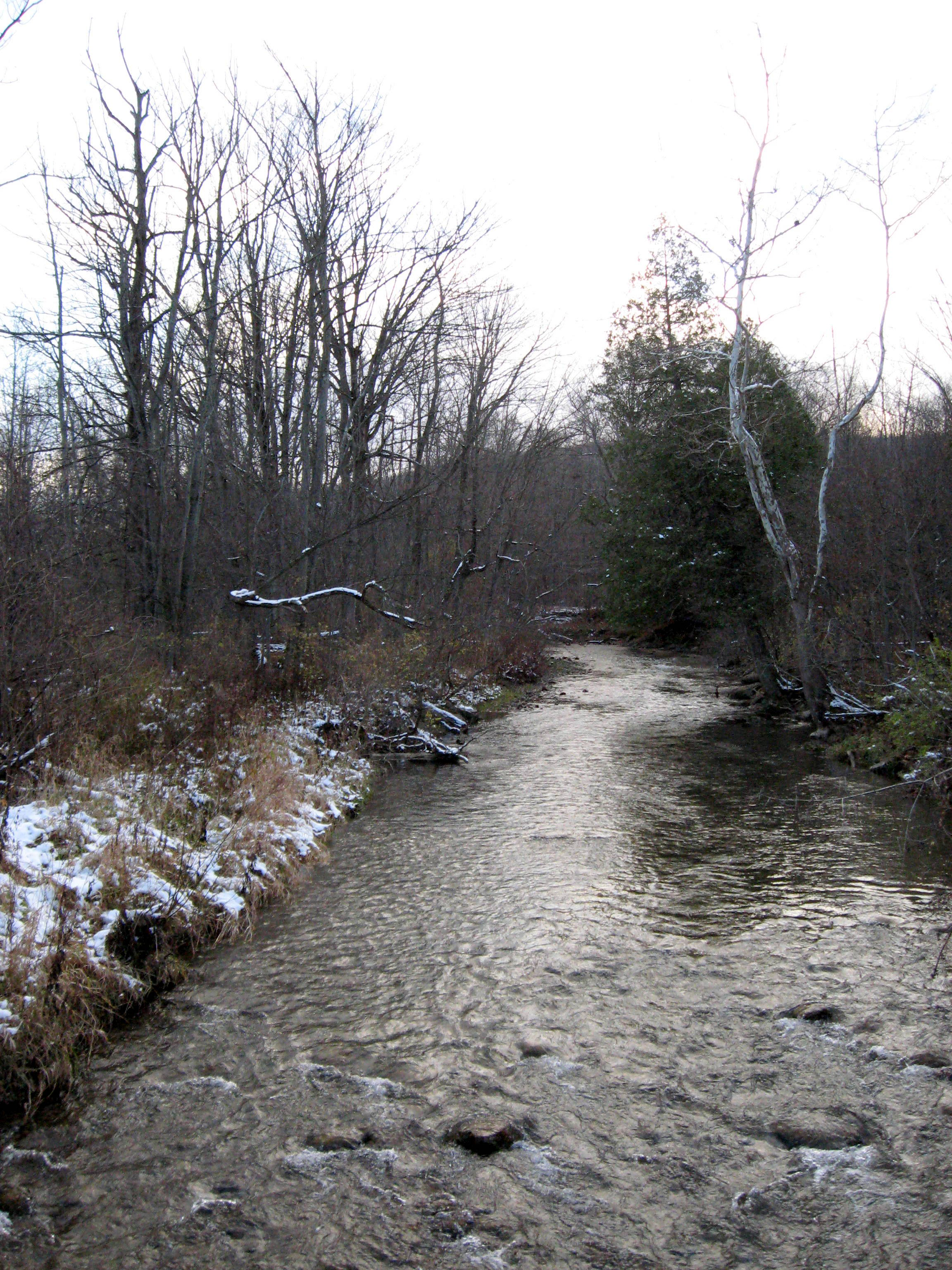
Ruisseau Butternut, comté d’Onondaga

          - Rivière Little (ruisseau Fish)
          - Rivière Mad
            - Rivière Little (rivière Mad)

  - Rivière Seneca
    - Lac Onondaga:
      - Ruisseau Ninemile
      - Ruisseau Ley
      - Ruisseau Onondaga

    - Ruisseau Skaneateles
    - Owasco Outlet
    - Rivière Clyde River
      - Décharge Canandaigua
        - Ruisseau Flint
        - Lac Canandaigua:
          - Rivière West

      - Ruisseau Ganargua
        - Ruisseau Mud

      - Ruisseau Sucker

    - Lac Cayuga:
      - Ruisseau Trumansburg
      - Ruisseau Taughannock
      - Ruisseau Salmon
      - Ruisseau Fall
        - Ruisseau Virgil

      - Ruisseau Cayuga Inlet
        - Ruisseau Six Mile
          - Ruisseau Enfield
          - Ruisseau Buttermilk

    - Lac Seneca:
      - Décharge du Lac Keuka
      - Ruisseau Catharine
- Ruisseau Ninemile
- Ruisseau Sterling
- Ruisseau Irondequoit

- Rivière Genesee

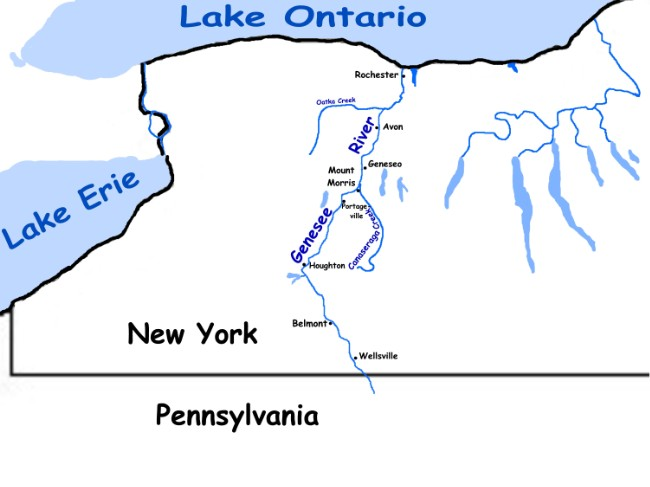
Bassin versant de la rivière Genesee

  - Ruisseau Black (rivière Genesee – comté Monroe, New York)
  - Ruisseau Oatka
  - Ruisseau Honeoye
  - Ruisseau Canaseraga
  - Ruisseau Wiscoy
  - Ruisseau Rush
  - Ruisseau Cold
  - Ruisseau Caneadea
  - Ruisseau Black (rivière Genesee-Comté Allegany, New York)
  - Ruisseau Angelica
    - Ruisseau Baker
    - Ruisseau Black (ruisseau Angelica)

  - Ruisseau Van Campen
  - Ruisseau Vandermark
  - Ruisseau Dyke
  - Ruisseau Chenunda
  - Ruisseau Cryder
- Ruisseau Salmon
  - Ruisseau Otis
- Ruisseau Sandy (comté Monroe, New York)
- Ruisseau Oak Orchard
- Ruisseau Johnson
- Ruisseau Eighteen Mile
- Rivière Niagara
  - Ruisseau Fish
  - Bloody Run
  - Ruisseau Gill
  - Ruisseau Cayuga
  - Rivière Woods
  - Ruisseau Burnt Ship
  - Ruisseau Gun
  - Ruisseau Little Sixmile
  - Ruisseau Big Sixmile
  - Ruisseau Spicer
  - Ruisseau Tonawanda
    - Ruisseau Ellicott

  - Ruisseau Two Mile
  - Ruisseau Scajaquada

#### Lac Érié
- Rivière Buffalo
  - Ruisseau Cazenovia
    - Ruisseau East Branch Cazenovia
    - Ruisseau West Branch Cazenovia

  - Ruisseau Cayuga (comté Érié, New York)
  - Ruisseau Buffalo
    - Ruisseau Hunters
- Ruisseau Eighteen Mile
  - Ruisseau South Branch Eighteenmile
- Ruisseau Cattaraugus
  - Ruisseau South Branch Cattaraugus
    - Ruisseau Mansfield

  - Ruisseau Buttermilk
- Ruisseau Canadaway
- Ruisseau Chautauqua
- Ruisseau Twentymile

### Bassin versant de la rivière Mississippi
- Rivière Mississippi
  - Rivière Ohio
    - Rivière Allegheny
      - Ruisseau French
      - Ruisseau Brokenstraw
      - Ruisseau Conewango
        - Ruisseau Stillwater
        - Ruisseau Cassadaga
          - Rivière Chadakoin

      - Ruisseau Red House
      - Ruisseau Little Valley
      - Ruisseau Great Valley
        - Ruisseau Wrights
        - Ruisseau Forks
        - Ruisseau Beaver Meadows
        - Branche Devereaux

      - Ruisseau Tunungwant
      - Ruisseau Olean
        - Ruisseau Ischua
          - Ruisseau Gates

        - Ruisseau Oil

      - Ruisseau Haskell
      - Ruisseau Dodge
      - Ruisseau Oswayo
        - Ruisseau Little Genesee

## Ordre alphabétique
- Ruisseau Abijah
- Rivière Allegheny
- Ruisseau Alplaus Kill
- Ruisseau Ampersand
- Ruisseau Angelica
- Ruisseau Annsville
- Ruisseau Apalachin
- Ruisseau Arthur Kill (détroit affecté par les marées)
- Rivière Aspatuck
- Rivière Ausable
- Ruisseau Baldwin
- Ruisseau Baker
- Ruisseau Bash Bish
- Ruisseau Basher Kill
- Ruisseau Basic
- Ruisseau Batten Kill
- Rivière Bean
- Ruisseau Beaver (rivière Great Chazy)
- Ruisseau Beaver (rivière Unadilla)
- Ruisseau Beaver Kill
- Ruisseau Beaver Kill (ruisseau Esopus)
- Ruisseau Beaver Meadows
- Rivière Beaver
- Ruisseau Beecher
- Ruisseau Bennetts
- Ruisseau Bentley
- Rivière Big
- Ruisseau Big (canal Champlain)
- Ruisseau Big (rivière Oswegatchie)
- Ruisseau Big Sixmile (Ruisseau Grand Island, New York)
- Ruisseau Black (rivière Ausable)
- Ruisseau Black (rivière Mongaup)
- Ruisseau Black (ruisseau Angelica)
- Ruisseau Black (rivière Beaver)
- Ruisseau Black (rivière Genesee-comté d’Allegany, New York)
- Ruisseau Black (rivière Genesee-comté Monroe, New York)
- Ruisseau Black (rivière Indian)
- Ruisseau Black (ruisseau West Canada)
- Ruisseau Black Meadow
- Rivière Black, dans la partie Ouest des Adirondacks
- Rivière Black (rivière Boquet)
- Rivière Black (ruisseau Kinderhook)
- Ruisseau Bloody Run (comté Niagara, New York)
- Rivière Bog
- Ruisseau Bowman
- Ruisseau Bonaparte
- Rivière Boquet
- Rivière Boreas
- Ruisseau Bowery
- Ruisseau Bozen Kill
- Ruisseau Brandy
- Ruisseau Bronx Kill (détroit affecté par les marées)
- Rivière Bronx
- Rivière Buffalo (incluant le ruisseau Buffalo)
- Ruisseau Burnt Ship (Ruisseau Grand Island, New York)
- ruisseau Buttermilk
- Ruisseau Butternut (lac Oneida)
- Ruisseau Butternut (comté d’Onondaga)
- Ruisseau Butternut (rivière Unadilla)
- Rivière Byram
- Ruisseau Callicoon
- rivière Campbell
- Ruisseau Canacadea
- Ruisseau Canadaway
- Ruisseau Canajoharie
- Décharge Canandaigua
- Ruisseau Canasawacta
- Ruisseau Caneadea
- Rivière Canisteo
- Rivière Carlls
- Rivière Carmans
- Ruisseau Caroga
- Ruisseau Casperkill
- Ruisseau Catatonk
- Ruisseau Catharine
- Ruisseau Catskill
- Ruisseau Cattaraugus
- Ruisseau Caughdenoy
- Ruisseau Cayadutta
- Ruisseau Cayuga Creek (comté d’Érié, New York)
- Ruisseau Cayuga (comté Niagara, New York)
- Ruisseau Cayuga Inlet
- Ruisseau Cayuta
- Ruisseau Cazenovia
- Rivière Cedar
- Ruisseau Cedar Swamp
- Rivière Chadakoin
- Ruisseau Canal Champlain
- Ruisseau Charlotte
- Rivière Chateauguay
- Rivière Chaumont
- Ruisseau Chautauquay
- Rivière Chemung
- Ruisseau Chenango
- Ruisseau Chenunda
- Ruisseau Cherry Valley
- Ruisseau Chippewa
- Ruisseau Choconut
- Rivière Chubb
- Ruisseau Cincinnati
- Ruisseau Claverack
- Ruisseau Clove
- Rivière Clyde
- Ruisseau Cob
- Ruisseau Cobblestone
- Ruisseau Cobleskill
- Ruisseau Coeymans
- Rivière Cohocton River
- Ruisseau Cold
- Ruisseau Cold
- Rivière Cold
- Ruisseau Coles
- Ruisseau Colonel Bills
- Ruisseau Conewango
- Rivière Connetquot
- Rivière Cowanesque
- Ruisseau Coxsackie
- Ruisseau Cranberry
- Ruisseau Cromline
- Ruisseau Crooked
- Ruisseau Crosby
- Rivière Cross
- Rivière Croton
- Ruisseau Cryder
- Ruisseau Crystal
- Ruisseau Dead
- Rivière Deer (rivière Black)
- Ruisseau Deer (rivière Saint-Régis)
- Rivière Delaware
- Branche Devereaux
- Ruisseau Dodge
- Ruisseau Dowers Kill
- Ruisseau Dudley
- Ruisseau Dwaar Kill (Shawangunk Kill)
- Ruisseau Dwaar Kill (rivière Wallkill)
- Ruisseau Dyke
- Rivière East Branch Ausable
- Ruisseau East Branch Callicoon
- Ruisseau East Branch Cazenovia
- Rivière East Branch Croton
- Rivière East Branch Delaware
- Rivière East Branch Neversink
- Rivière East Branch Owego
- Rivière East Branch Sacandaga
- Rivière East Branch St. Regis
- Rivière East Branch Salmon
- Rivière East Branch Tioughnioga
- Ruisseau East Canada
- Ruisseau East Kill
- Rivière East Mongaup
- Rivière East (détroit affecté par les marées)
- Ruisseau East Stony
- Ruisseau Eighteen Mile (comté d’Érié)
- Ruisseau Eighteen Mile (comté de Niagara)
- ruisseau Eightmile
- Ruisseau Ellicott
- Rivière English
- Ruisseau Esopus
- Ruisseau Fall
- Rivière Fall
- Ruisseau Farrington
- Ruisseau Fivemile
- Ruisseau Fish (fleuve Hudson)
- Ruisseau Fish (comté de Niagara, New York)
- Ruisseau Fish (rivière Oneida)
- Ruisseau Fishkill
- Ruisseau Flint
- Rivière Flushing
- Rivière Forge
- Ruisseau Forks
- Ruisseau Fox (ruisseau Catskill)
- Ruisseau Fox (ruisseau Schoharie)
- Ruisseau French
- Ruisseau French
- Ruisseau Fresh Kills
- Ruisseau Fulmer
- Ruisseau Gates
- Rivière Genesee
- Ruisseau Gill (comté de Niagara, New York)
- Ruisseau Glowegee
- Ruisseau Goff
- Rivière Goodnow
- Rivière Grasse
- Rivière Great Chazy
- Rivière Green
- Ruisseau Grunley
- Rivière Gulf
- Ruisseau Gun (Ruisseau Grand Island, New York)
- Rivière Hackensack
- Ruisseau Halfway
- Rivière Lac Hamilton
- Ruisseau Hannacrois
- Rivière Harlem (détroit affecté par les marées)
- Ruisseau Harrison
- Ruisseau Haskell
- Ruisseau Honeoye
- Rivière Hoosic
- Hudson
- Ruisseau Hunters
- Ruisseau Hunts
- Rivière Hutchinson
- Rivière Independence
- Ruisseau Indian
- Rivière Indian (fleuve Hudson)
- Rivière Indian (rivière Mettawee)
- Rivière Indian (rivière Moose)
- Rivière Indian (rivière Oswegatchie)
- Rivière Indian (ruisseau West Canada)
- Ruisseau Irondequoit
- Ruisseau Ischua
- ruisseau Jackson
- Ruisseau Jan De Bakkers Kill
- Rivière Jessup
- Ruisseau Johnson
- Rivière Jordan
- Ruisseau Kaaterskill
- Ruisseau Kayaderosseras
- Ruisseau Kennyetto
- Décharge du lac Keuka
- Ruisseau Kill Van Kull (détroit affecté par les marées)
- Ruisseau Kinderhook
- Rivière Kisco
- Ruisseau Kline Kill
- Rivière Kunjamuk
- Rivière La Chute
- Ruisseau Lake
- Décharge du Lac Ozonia
- Ruisseau Lansing Kill
- Ruisseau Ley
- Rivière Little Ausable
- Ruisseau Little Black
- Rivière Little Chazy
- Rivière Little Delaware
- Ruisseau Little Genesee
- Rivière Little Hoosic
- Rivière Little (ruisseau Fish)
- Rivière Little (rivière Grass)
- Rivière Little (rivière Mad)
- Rivière Little (rivière Oswegatchie)
- Rivière Little (rivière Peconic)
- Rivière Little Salmon (lac Ontario)
- Rivière Little Salmon (fleuve Saint-Laurent)
- Ruisseau Little Sixmile (Ruisseau Grand Island, New York)
- Ruisseau Little Snake
- Rivière Little Trout
- Ruisseau Little Valley
- Ruisseau Little Wappinger
- Ruisseau Little West Kill
- Ruisseau Little Woodhull
- Décharge du Long Pond
- Rivière Mad (ruisseau Fish)
- Rivière Mad (rivière Salmon)
- Rivière Mahwah
- Rivière Mamaroneck
- Ruisseau Mansfield
- Rivière Marble
- Rivière Marion
- Ruisseau Meads
- Ruisseau Melzingah
- Ruisseau Merrill
- Rivière Mettawee
- Rivière Miami
- Rivière Mianus
- Rivière Middle Branch Grass
- Rivière Middle Branch Moose
- Rivière Middle Branch Oswegatchie
- Rivière Middle Mongaup
- Ruisseau Mill
- Ruisseau Mill (fleuve Hudson)
- Ruisseau Mill (lac Ontario)
- Rivière Mill (Long Island)
- Rivière Mill (rivière Rippowam)
- Rivière Mill (rivière Swamp)
- Ruisseau Mineral Spring
- Rivière Minerva
- Rivière Mohawk
- Rivière Mongaup
- Ruisseau Moodna
- Ruisseau Moordener Kill
- Ruisseau Moose (rivière Raquette)
- Ruisseau Moose (rivière Sugar)
- Rivière Moose
- Ruisseau Moses Kill
- Ruisseau Mosher
- Ruisseau Moyer
- Ruisseau Mud (rivière Cohocton)
- Ruisseau Mud (rivière Otselic)
- Ruisseau Muddy Kill
- Ruisseau Mudlick
- Ruisseau Muitzes Kill
- Ruisseau Mullet
- Rivière Muscoot
- Ruisseau Nanticoke
- Rivière Neversink
- Rivière Newcomb
- Ruisseau Newtown dans la ville de New York
- Ruisseau Newtown (rivière Chemung)
- Rivière Niagara
- Ruisseau Ninemile (lac Ontario)
- Ruisseau Ninemile (rivière Mohawk)
- Ruisseau Ninemile (lac Onondaga)
- Rivière Nissequogue
- Ruisseau Normans Kill
- Rivière North Branch Boquet
- Ruisseau North Branch Callicoon
- Rivière North Branch Grass
- Rivière North Branch Great Chazy
- Rivière North Branch Little Salmon
- Rivière North Branch Moose
- Rivière North Branch Salmon
- Ruisseau North Branch Sandy
- Rivière North Branch Saranac
- Ruisseau North Branch Tuscarora
- Ruisseau North Chuctanunda
- Ruisseau North
- Rivière North Fork Cowanesque
- Rivière North (région basse du fleuve Hudson)
- Ruisseau Northwest Bay
- Ruisseau Nowadaga
- Ruisseau Oak Orchard
- Ruisseau Oaks
- Ruisseau Oatka
- Ruisseau Oil
- Ruisseau Olean
- Ruisseau Oneida
- Rivière Oneida
- Ruisseau Onesquethaw
- Rivière Onion
- Ruisseau Onondaga
- Décharge du lac Onondaga
- Rivière Opalescent
- Ruisseau Oriskany
- Rivière Osgood
- Ruisseau Oswayo
- Rivière Oswegatchie
- Rivière Oswego
- Ruisseau Otego
- Ruisseau Otis
- Rivière Otselic
- Ruisseau Otter
- Ruisseau Otter (rivière Black)
- Ruisseau Otter (rivière Indian)
- Ruisseau Otter Kill
- Ruisseau Ouleout
- Décharge Owasco
- Ruisseau Owego
- Ruisseau Page
- Ruisseau Palmer
- Rivière Patchogue
- Ruisseau Patterson
- Ruisseau Paul
- Rivière Peconic
- Ruisseau Peekskill Hollow
- Rivière Perch
- Ruisseau Phelps
- Ruisseau Phillipin Kill
- Ruisseau Pike
- Ruisseau Pine
- Ruisseau Pipe
- Décharge Piseco
- Ruisseau Plattekill
- Ruisseau Platte Kill
- Rivière Pocantico
- Ruisseau Pochuck
- Ruisseau Poesten Kill
- Ruisseau Point Rock
- Ruisseau Post
- Ruisseau Potic
- Rivière Poultney
- Ruisseau Plum
- Ruisseau Purdy
- Ruisseau Quacken Kill
- Ruisseau Quassaick
- Rivière Ramapo
- Rivière Raquette
- Ruisseau Red House
- Rivière Red
- Ruisseau Richmond
- Rivière Ringwood
- Rivière Rippowam
- Ruisseau Roaring
- Rivière Robinson
- Rivière Rock
- Ruisseau Roeliff-Jansen Kill
- Ruisseau Rondout
- Rivière Round Lake
- Ruisseau Rush
- Rivière Sacandaga
- Rivière Saddle
- Rivière Saint Lawrence
- Rivière Saint-Régis
- Ruisseau Salmon (lac Cayuga)
- Ruisseau Salmon (lac Ontario)
- Rivière Salmon (lac Champlain)
- Rivière Salmon (New York)
- Rivière Salmon (rivière Raquette)
- Rivière Salmon (fleuve Saint-Laurent)
- Rivière Sandusky (rivière Seneca)
- Ruisseau Sandy (comté Jefferson, New York)
- Ruisseau Sandy (comté Monroe, New York)
- Rivière Sangerfield
- Rivière Saranac
- Ruisseau Sauquoit
- Ruisseau Saw Kill
- Ruisseau Saw Kill (ruisseau Esopus)
- Rivière Saw Mill
- Ruisseau Sawyer Kill
- Ruisseau Scajaquada
- Ruisseau Schenevus
- Ruisseau Schodack
- Ruisseau Schoharie
- Rivière Schroon
- Ruisseau Schuyler
- Ruisseau Scriba
- Ruisseau Seeley
- Rivière Seneca
- Ruisseau Shawangunk Kill
- Ruisseau Shekomeko
- Rivière Sheldrake
- Rivière Sheldrake
- Rivière Silvermine
- Ruisseau Sing Sing
- Ruisseau Sixmile
- Ruisseau Slocum
- Ruisseau Snake
- Ruisseau Snook Kill
- Ruisseau South Branch Cattaraugus
- Ruisseau South Branch Eighteenmile
- Rivière South Branch Grass
- Rivière South Branch Moose
- Ruisseau South Branch West Canada
- Ruisseau South Chuctanunda
- Ruisseau South
- Ruisseau South Inlet (lac Raquette)
- Ruisseau South Sandy
- Ruisseau Sparkill
- Rivière Speonk
- Ruisseau Spicer (Ruisseau Grand Island, New York)
- Ruisseau Sprite
- Ruisseau Sprout
- Ruisseau Spruce
- Ruisseau Steele
- Ruisseau Sterling
- Ruisseau Stillwater
- Rivière Stone Hill
- Ruisseau Stony (rivière Saint-Régis)
- Ruisseau Stony Clove
- Ruisseau Stony (fleuve Hudson)
- Ruisseau Stony (lac Ontario)
- Ruisseau Stony Kill
- Ruisseau Sturdevant
- Ruisseau Sucker
- Rivière Sugar
- Rivière Susquehanna
- Rivière Swamp
- Swan River
- Ruisseau Switz Kill
- Ruisseau Taghkanic
- Ruisseau Tanner (rivière Grass)
- Ruisseau Taughannock
- Ruisseau Tenmile (rivière Catskill)
- Rivière Tenmile (rivière Delaware)
- Rivière Tenmile (rivière Housatonic)
- The Branch
- Rivière Tioga
- Rivière Tioughnioga
- Rivière Titicus
- Ruisseau Tomhannock
- Ruisseau Tonawanda
- Ruisseau Treadwell
- Ruisseau Tremper Kill
- Ruisseau Troups
- Ruisseau Trout (rivière Deer)
- Ruisseau Trout (rivière Raquette)
- Ruisseau Trout (rivière Schroon)
- Ruisseau Trout (rivière Saint-Régis)
- Rivière Trout
- Ruisseau Trumansburg
- Ruisseau Tunungwant
- Ruisseau Tuscarora
- Ruisseau Twentymile
- Ruisseau Two Mile
- Rivière Unadilla
- Ruisseau Valatie Kill
- Ruisseau Van Campen
- Ruisseau Vandermark
- Ruisseau Virgil
- Ruisseau Vloman Kill
- Rivière Waccabuc
- Rivière Wading
- Rivière Wallkill
- Rivière Walloomsac
- Rivière Wampus
- Ruisseau Wappasening
- Ruisseau Wappinger
- Ruisseau Webatuck
- Rivière West Branch Ausable
- Ruisseau West Branch Cazenovia
- Rivière West Branch Croton
- Rivière West Branch Deer (rivière Black)
- Rivière West Branch Deer (rivière Saint-Régis)
- Rivière West Branch Delaware
- Rivière West Branch Mongaup
- Rivière West Branch Neversink
- Rivière West Branch Oswegatchie
- Ruisseau West Branch Owego
- Rivière West Branch Sacandaga
- Rivière West Branch St. Regis
- Rivière West Branch Tioughnioga
- Ruisseau West Canada
- Ruisseau West (ruisseau Cobleskill)
- Ruisseau West (rivière Indian)
- Ruisseau West Kill
- Rivière West
- Ruisseau West Stony
- Ruisseau Westchester
- Ruisseau Wharton
- Rivière White
- Ruisseau Willowemoc
- Ruisseau Willseyville
- Ruisseau Windfall
- Ruisseau Wiscoy
- Ruisseau Whortlekill
- Ruisseau Wood
- Ruisseau Woodhull
- Ruisseau Woodland
- Ruisseau Woods (Ruisseau Grand Island, New York)
- Ruisseau Wrights
- Ruisseau Wylie
- Ruisseau Wynants Kill